# William Moore (Politiker, um 1735)

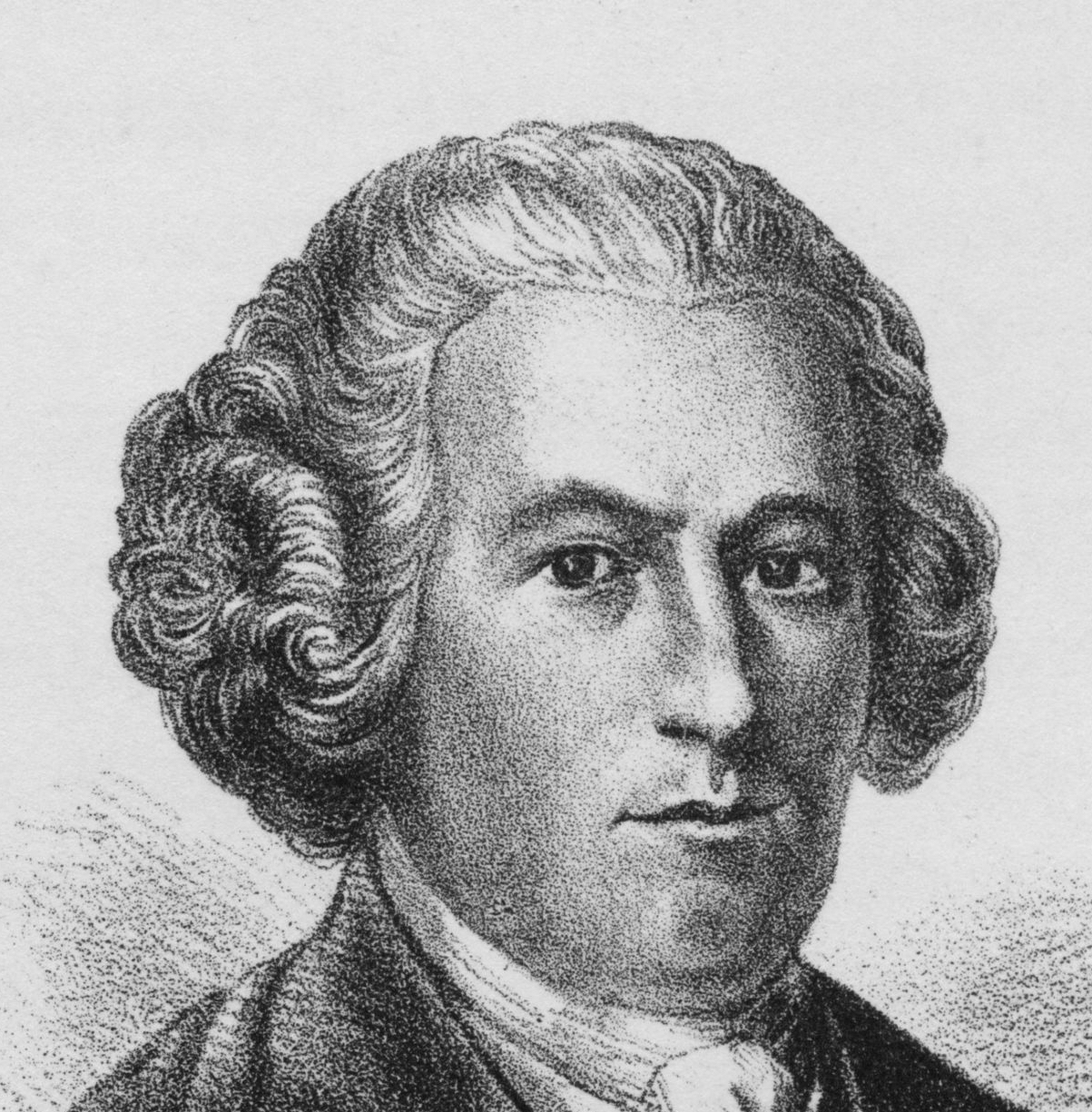

William Moore (* um 1735 in Philadelphia, Province of Pennsylvania; † 24. Juli 1793) war ein US-amerikanischer Politiker. Zwischen 1781 und 1782 war er Präsident von Pennsylvania.
Das genaue Geburtsdatum sowie der Sterbeort von William Moore sind unbekannt. Er wurde um 1735 im damals britischen Philadelphia geboren und wurde wie sein Vater ein erfolgreicher Händler. Im Jahr 1765 schloss er sich dem Protest gegen das britische Stempelgesetz an. Trotzdem war er, was die Beziehungen zum Mutterland England betraf, bei weitem nicht so radikal wie einige seiner Zeitgenossen. Im Jahr 1776 wurde er in den Sicherheitsrat von Pennsylvania gewählt, 1778 folgte seine Wahl in den Kontinentalkongress. Dieses Mandat hat er aber abgelehnt. Stattdessen wurde er Mitglied im Regierungsrat von Pennsylvania.
Im Jahr 1779 wurde er Vizepräsident von Pennsylvania. Dieses Amt entsprach in etwa jenem des späteren Vizegouverneurs. Moore bekleidete diese Position zwischen dem 11. November 1779 und dem 14. November 1781. Anschließend wurde er selbst zum Präsidenten gewählt. Er übte dieses Mandat zwischen dem 15. November 1781 und dem 7. November 1782 aus. Sein neues Amt entsprach dem später geschaffenen Amt des Gouverneurs von Pennsylvania.
Nach dem Ende seiner einjährigen Amtszeit wurde Moore Richter an einem Berufungsgericht. Im Jahr 1784 war er auch Mitglied der Staatsversammlung von Pennsylvania. Im gleichen Jahr wurde er Direktor bei der Bank von Pennsylvania. Außerdem war er von 1784 bis 1789 Kurator der University of Pennsylvania. Er starb am 24. Juli 1793.